# Heinz Wittmann
Heinz Wittmann (ur. 12 września 1943 w Zwiesel) – niemiecki piłkarz grający na pozycji obrońcy. 

## Kariera piłkarska

### Wczesna kariera
Heinz Wittmann karierę rozpoczął w występującej w Landeslidze SC Zwiesel, w którym grał do 1965 roku. W sezonie 1964/1965 reprezentował Bawarski Związek Piłki Nożnej podczas Länderpokalu, w którym wygrał w finale 3:2 drużynie Westfalii. Dzięki znakomitej grze w tym turnieju został zauważony przez działaczy klubu Bundesligi – Borussii Mönchengladbach, do którego przeszedł po sezonie 1964/1965.

### Borussia Mönchengladbach
W 1965 roku trener Borussii Mönchengladbach – Hennes Weisweiler sprowadził swojej drużyny trzech nowych obrońców: Gerharda Elferta z Arminii Hanower, Bertiego Vogtsa z VfR Büttgen i Wittmanna. Trójka zawodników zadebiutowała w Bundeslidze w 1. kolejce sezonu 1965/1966 – 14 sierpnia 1965 roku na Ellenfeldstadion w Neunkirchen w zremisowanym 1:1 meczu wyjazdowym z Borussią Neunkirchen i wystąpili kolejno: na lewym skrzydle, na środku obrony oraz na lewej obronie. Berti Vogts (34 mecze) i Wittmann (31 meczów) stali się podstawowymi zawodnikami zespołu, który zakończył sezon 1965/1966 na 13. miejscu, natomiast sezon 1966/1967 na 8. miejscu. W sezon 1967/1968, w którym Wittmann rozegrał 33 mecze, Źrebaki zakończyły rozgrywki ligowe na 3. miejscu.
14 września 1968 roku w wygranym 2:3 meczu wyjazdowym 6. kolejki sezonu 1968/1969 z Hannoverem 96 musiał już w 26. minucie opuścić boisko z powodu złamania nogi, które skutkowało długą przerwą w grze Wittmanna. Na boisko planował wrócić wiosną 1969 roku, jednak z powodu powtarzających się komplikacji nie zagrał już więcej w sezonie 1968/1969, w którym Źrebaki zakończyły rozgrywki ligowe ponownie na 3. miejscu. W sezonie 1969/1970, w którym Źrebaki zdobyły mistrzostwo Niemiec, nie rozegrał żadnego meczu. Na boisko wrócił dopiero 22 sierpnia 1970 roku w zremisowanym 2:2 meczu wyjazdowym 2. kolejki sezonu 1970/1971 z Hamburgerem SV i od tego momentu rozegrał kolejne 19 meczów w rzędu, potem ponownie wystąpiły następstwa złamania nogi i sezon 1970/1971, w którym Źrebaki obroniły mistrzostwo Niemiec, dla Wittmanna się zakończył. W sezonie 1970/1971 rozegrał także 4 mecze w Pucharze Europy: po dwa z cypryjskim EPA Larnaka (6:0, 10:0) oraz z angielskim Evertonem Liverpool (1:1, 1:1), z którym Źrebaki przegrały rywalizację w 1/8 finału po serii rzutów karnych.
Sezon 1971/1972 Źrebaki zakończyły rozgrywki ligowe na 3. miejscu, a 23 czerwca 1972 roku Wittmann rozegrał swój ostatni mecz w Bundeslidze w wygranym 0:4 meczu wyjazdowym 33. kolejki sezonu 1971/1972 z Rot-Weiß Oberhausen, w którym w 82. minucie został zastąpiony przez Bertiego Vogtsa. Po sezonie 1971/1972 Wittmann ogłosił zakończenie kariery piłkarskiej.
Łącznie w Bundeslidze rozegrał 123 mecze.

## Kariera reprezentacyjna
Heinz Wittmann w 1965 wystąpił w 3 meczach amatorskiej reprezentacji RFN: w meczach towarzyskich z amatorską reprezentacją Włoch (0:1), 15 maja 1965 roku z amatorską reprezentacją Tajlandii (4:2) oraz z amatorską reprezentacją Holandii, w których występował na obronie wraz z Erhardem Ahmannem oraz liderem obrony – Gerhardem Neuserem.
W latach 1966–1967 rozegrał 3 mecze w reprezentacji RFN U-23: 12 października 1966 roku z reprezentacją Turcji U-23 (3:0) i 16 października 1966 roku z reprezentacją Rumunii U-23 (1:1) oraz 3 maja 1967 roku z reprezentacją Czechosłowacji U-23 (3:1), w których wystąpił wraz z kolegą z klubu – Bertim Vogtsem.

## Statystyki

### Reprezentacyjne
| Reprezentacja  | Rok     | Mecze | Gole |
| -------------- | ------- | ----- | ---- |
| RFN (amatorzy) | 1965    | 3     | 0    |
| Łącznie        | Łącznie | 3     | 0    |
| RFN U-23       | 1966    | 2     | 0    |
| RFN U-23       | 1967    | 1     | 0    |
| Łącznie        | Łącznie | 3     | 0    |

## Sukcesy
Bawaria
- Länderpokal: 1965

Borussia Mönchengladbach
- Mistrzostwo Niemiec: 1970, 1971
- 3. miejsce w Bundeslidze: 1968, 1969, 1972